# Australoheros facetus
Australoheros facetus é uma espécie de peixe pertencente à família Cichlidae.
A autoridade científica da espécie é Jenyns, tendo sido descrita no ano de 1842.

## Portugal
Encontra-se presente em Portugal, onde é uma espécie introduzida.
Os seus nomes comuns são chanchito ou castanhola.

## Descrição
Trata-se de uma espécie de água doce e de água salobra. Atinge os 25 cm de comprimento padrão , com base de indivíduos de sexo indeterminado.